# 천지를 먹다
《천지를 먹다》(일본어: 天地を喰らう, 영어: Dynasty Wars) 모토미야 히로시 원작의 동명 만화를 원작으로 1989년 캡콤이 개발한 횡스크롤 아케이드 게임이며, 삼국지의 황건적의 난부터 동탁 타도 부분 까지를 배경으로 삼고 있다. 2명의 플레이어가 삼국지 촉나라의 4명의 장군(유비, 관우, 장비, 조운)중 한명을 골라 플레이 할 수 있으며, 말 위에서 싸우는 방식이 특징이다.

## 게임플레이
플레이어의 목표는 제 1장에서는 황건적을 토벌하는 것이며, 제 2장에서는 한 왕조를 부흥시키는 것이다. 또한 2명의 플레이어는 게임 목표를 달성하기 위해서 서로 협력하여 싸울 수도 있다. 이 게임은 항상 오른쪽으로 진행하며(강제적), 플레이어는 각각 스테이지 마다 적군으로부터 살아남고 또 적장을 죽여야 한다.
플레이어는 왼쪽공격, 오른쪽 공격, 특수공격 3개의 버튼으로 진행한다. 아케이드 버전에서는 동전을 더 많이 투입하면 체력 최대치가 늘어난다. 롤플레잉(RPG) 시스템과 비슷한 점은 스테이지를 진행하면서 경험치 구슬(노란색)을 많이 획득하면 레벨이 올라가고 또한 최대 체력치와 보다 더 강력한 무기를 얻을 수 있다는 것이다. 또한 3개의 파란 구슬을 얻으면 무기가 업그레이드된다. 게임에서 동전과 같은 아이템은 점수를 올려주며, 음식은 체력을 회복시킨다.
조작키는 A버튼이 뒤방향 공격, B버튼이 앞 방향 공격이며 C버튼이 특수공격버튼으로 이는 더블드래곤 2에서 사용된 버튼구조이다.

## 캐릭터 선택
모두 4명의 캐릭터가 있으며, 각 캐릭터마다 다양한 체력과 공격력을 가지고 있으며 각개 다른 무기를 장착하고 있다. 또한 특수공격에 따라 도와주는 인물도 다르다. 3개의 파란 구슬을 모으면 레벨에 따라 무기가 업그레이드된다.
- 장비(張飛) - 공격형: 가장 강력한 공격력을 자랑하나 가장 약한 체력을 가지고 있다. 장팔사모로 무장하고 있다.

레벨 1-2: 사모
레벨 3-4: 항사사모
레벨 5-6: 화염사모
레벨 7-8: 용왕대사모
원군: 송인, 검으로 공격함.
- 유비(劉備) - 평균형: 가장 약한 공격력을 가지고 있으나 가장 많은 체력을 지니고 있다. 자웅일대검으로 무장하고 있다.

레벨 1-2: 양날검
레벨 3-4: 폭풍검
레벨 5-6: 칠성검
레벨 7-8: 노룡검
원군: 주초, 줄 끝에 칼날이 달려있는 무기를 휘두른다.
- 관우(關羽) - 안정형: 적당한 공격력과 체력을 가지고 있어 초보자가 플레이 하기에 편하다. 청룡도로 무장하고 있다.

레벨 1-2: 청룡도
레벨 3-4: 청룡나기나타
레벨 5-6: 적심월도
레벨 7-8: 청룡대언월도
원군: 화호, 폭탄을 던진다.
- 조운(趙雲) - 상승형: 적당한 공력력과 체력을 가지고 있으나 관우보다는 조금 플레이 난이도가 높다. 장창으로 무장하고 있다.

레벨 1-2: 승룡창
레벨 3-4: 귀신창
레벨 5-6: 방천극
레벨 7-8: 삼두룡창
원군: 송용, 활을 쏜다.

## 특수공격
게임 도중 지형에 따라서 특수공격도 다르다. 이러한 특수공격은 플레이어의 체력을 조금 소비하는 대신에 화면에 있는 적들을 모두 제거한다. 특수공격 역시 레벨이 올라갈수록 공격범위, 파괴력이 증가한다.
- 복병 - 10초 동안 플레이어를 도와주는 유닛을 소환한다. 대개 공격범위가 넓은 반면 소환한 플레이어와 똑같이 움직인다. 따라서 소환한 플레이어가 아무것도 안하면 똑같이 아무것도 안한다.
- 낙석계 - 절벽 지형에서만 가능한 기술이며, 바위, 통나무 따위로 적을 공격한다. 장애물(울타리, 목책, 항아리 등)을 파괴할 때에도 유용하다.
- 폭렬계 - 전장에 순간적인 폭발을 일으킨다. 적군을 제거하고 적장에게 타격을 입힌다.
- 화계 - 네 명의 궁수가 화면 왼쪽에서 불화살을 쏜 뒤에 전장을 푸른색의 화염으로 뒤덮는다.

## 라운드
모두 8개의 스테이지가 있다.
<황건적토벌>
- 라운드 1: 대흥산(大興山) (현 중국 하남성 정주시 형양)

보스: 정원지, 등무
- 라운드 2: 범수관(氾水關)

중간보스: 장보, 장량 형제
보스: 대남
- 라운드 3: 철문협(鐵門陝)

보스: 장각, 장보, 장량 3형제
<동탁타도>
- 라운드 4: 용문곡(龍門谷)

중간보스: 호진
보스: 화웅
- 라운드 5: 호뢰관(虎牢關)

중간보스: 대남, 이각, 곽사
보스: 여포
- 라운드 6: 낙양(洛陽)

중간보스: 번조
보스: 장제
- 라운드 7: 형양성(滎陽城)

중간보스: 서영
보스: 이유
- 라운드 8: 미오성(眉嗚城)

중간보스: 부장, 여포, 동민
최종 보스: 동탁

## 엔딩
게임 엔딩에 나오는 인물은 조조이다. 그리고 제2편을 예고하는 천지를 먹다 2-적벽대전(天地を喰らう2・赤壁の戦い 영문:The Warriors of Fate)이라는 문장이 등장한다. 제2편에서는 박망파 전투에서 화용도까지를 배경으로 잡고 있으며, 여포가 마지막 스테이지의 보스이다.

## 평가
| 평가                                                                     |          |
| ------------------------------------------------------------------------ | -------- |
| 평론 점수 평론사 점수 크래시 44% (ZX) [ 1 ] 유어 싱클레어 80% (ZX) [ 2 ] |          |
| 평론 점수                                                                |          |
| 평론사                                                                   | 점수     |
| 크래시                                                                   | 44% (ZX) |
| 유어 싱클레어                                                            | 80% (ZX) |